# J. Alfred Roussel
Pour les articles homonymes, voir Roussel.
J. Alfred Roussel est un homme d'affaires et un homme politique canadien né le 12 janvier 1921 à Tracadie-Sheila (Nouveau-Brunswick) est décédé à Saint-Quentin le 8 novembre 2015 . 

## Biographie
Son père est Lazarre B. Roussel et sa mère est Marie-Jeanne Robichaud. Il étudie à l'école secondaire de Bathurst puis au collège G.R.C. d'Ottawa. Il épouse Sylvia Jean le 20 juin 1950 et le couple a six enfants. Membre du parti libéral, il est député de Restigouche-Ouest à l'Assemblée législative du Nouveau-Brunswick de 1970 à 1982.